# Малобішкуразово
Малобішкура́зово (рос. Малобишкуразово, башк. Кесе Бишҡураз) — присілок у складі Дюртюлинського району Башкортостану, Росія. Входить до складу Учпілинської сільської ради.
Населення — 55 осіб (2010; 67 у 2002).
Національний склад:
- башкири — 76 %